# Cod ATC B02
Codul ATC B02 Antihemoragice este o parte a sistemului de clasificare anatomică, terapeutică și chimică a medicamentelor, un sistem dezvoltat de către Organizația Mondială a Sănătății (OMS) pentru clasificarea medicamentelor și a altor produse medicinale. Subgrupul B02 este o parte a grupului B Sânge și organe hematopoetice.
Codurile pentru preparatele de uz veterinar sunt create prin alipirea literei Q în fața codului ATC corespunzător produsului pentru uz uman; de exemplu, QB02. 

## B 02 A Antifibrinolitice

### B 02 AA Aminoacizi
B 02 AA 01 Acid aminocaproic
B 02 AA 02 Acid tranexamic
B 02 AA 03 Acid aminometilbenzoic

### B 02 AB Inhibitori de proteinaze
B 02 AB 01 Aprotinină
B 02 AB 02 Alfa1-antitripsină
B 02 AB 03 C1-inhibitor
B 02 AB 04 Camostat

## B 02 B Vitamina K și alte hemostatice

### B 02 BA Vitamina K
B 02 BA 01 Fitomenadionă
B 02 BA 02 Menadionă

### B 02 BB Fibrinogen
B 02 BB 01 Fibrinogen uman

### B 02 BC Hemostatice locale
B 02 BC 01 Gelatină (burete absorbabil)
B 02 BC 02 Celuloză oxidată
B 02 BC 03 Acid hidroximetilester tetragalacturonic
B 02 BC 05 Adrenalonă
B 02 BC 06 Trombină
B 02 BC 07 Colagen
B 02 BC 08 Alginat de calciu
B 02 BC 09 Epinefrină
B 02 BC 10 Fibrinogen
B 02 BC 30 Combinații

### B 02 BDFactori ai coagulăriisanguine
B 02 BD 01 Factorii IX, II, VII și X în combinații
B 02 BD 02 Factorul VIII
B 02 BD 03 Inhibitor al coagulării prin scurtcircuitarea acțiunii factorului VIII
B 02 BD 04 Factorul IX
B 02 BD 05 Factorul VII
B 02 BD 06 Factorul von Willebrand și factorul VIII în combinații
B 02 BD 07 Factorul XIII
B 02 BD 08 Eptacog alfa
B 02 BD 09 Nonacog alfa
B 02 BD 11 Catridecacog
B 02 BD 13 Factorul X
B 02 BD 14 Susoctocog alfa
B 02 BD 30 Trombină

### B 02 BX Alte hemostatice sistemice
B 02 BX 01 Etamsilat
B 02 BX 02 Carbazocrom
B 02 BX 03 Batroxobină
B 02 BX 04 Romiplostim
B 02 BX 05 Eltrombopag
B 02 BX 06 Emicizumab
B 02 BX 07 Lusutrombopag
B 02 BX 08 Avatrombopag
B 02 BX 09 Fostamatinib